# Velika Dapčevica
Velika Dapčevica je naselje u Republici Hrvatskoj, u sastavu Grada Grubišnog Polja, Bjelovarsko-bilogorska županija. 

## Stanovništvo
Prema popisu stanovništva iz 2001. godine, naselje je imalo 85 stanovnika te 38 obiteljskih kućanstava.
Prema popisu stanovništva iz 2011. godine, naselje je imalo 32 stanovnika.
| broj stanovnika | 231   | 275   | 258   | 410   | 562   | 633   | 597   | 664   | 271   | 289   | 280   | 220   | 153   | 105   | 85    | 32    | 30    |
|                 | 1857. | 1869. | 1880. | 1890. | 1900. | 1910. | 1921. | 1931. | 1948. | 1953. | 1961. | 1971. | 1981. | 1991. | 2001. | 2011. | 2021. |